# Palazzolo Acreide

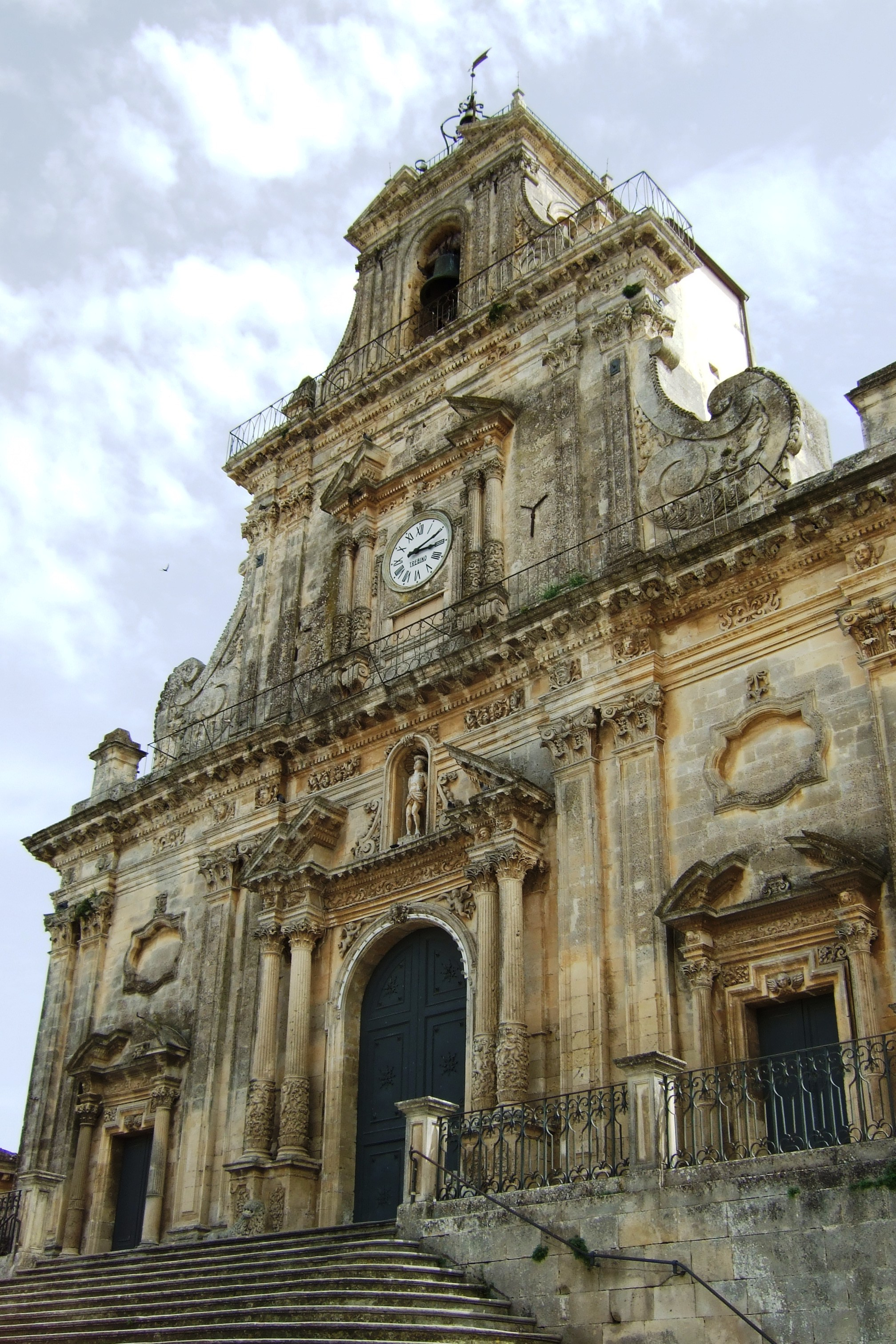
Kyrkan San Paolo i Palazzolo Acreide.

Palazzolo Acreide är en kommun i kommunala konsortiet Siracusa, innan 2015 provinsen Siracusa, i den italienska regionen Sicilien. Palazzolo Acreide, som är beläget 44 kilometer väster om Syrakusa,  hade 8 665 invånare (2017).